# 南天湖镇
南天湖镇是中国重庆市丰都县下辖的一个镇。

## 行政区划
南天湖镇辖10个行政村。
- 村：鹿山村、九溪沟村、三抚村、南天湖村、义合村、厂天坝村、梨地坪村、高庄坪村、小安溪村、三汇村